# (612533) 2002 XV93
(612533) 2002 XV93 est un objet transneptunien (OTN) ayant une magnitude absolue de 5,4. Étant en résonance orbitale 2:3 avec Neptune, il s'agit d'un plutino.
Il a été observé sur des images de prédécouverte remontant à 1990.

## Orbite et période de rotation
(612533) 2002 XV93 est bloqué en résonance 2:3 avec Neptune, ce qui signifie que lorsqu'il fait trois révolutions autour du Soleil, Neptune en fait trois.
Sa période de rotation n'est pas connue.

## Caractéristiques physiques
La taille de 2002 XV93 a été mesurée par le télescope spatial Herschel à 549,2 +21,7
−23,0 km.

## Compléments